# Septième flotte des États-Unis
Pour les articles homonymes, voir 7e flotte.

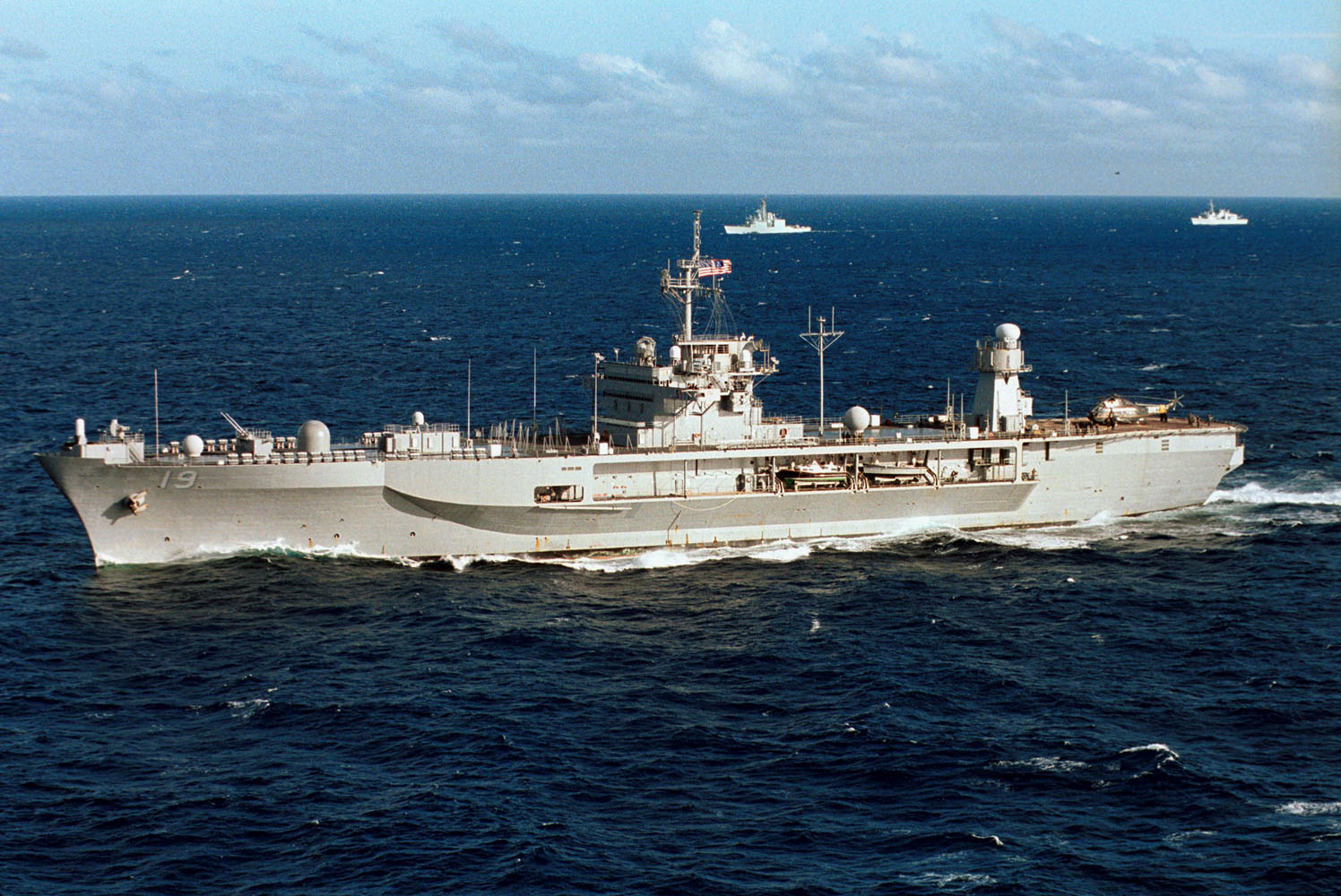
Le, l'actuel navire amiral de la Septième flotte.

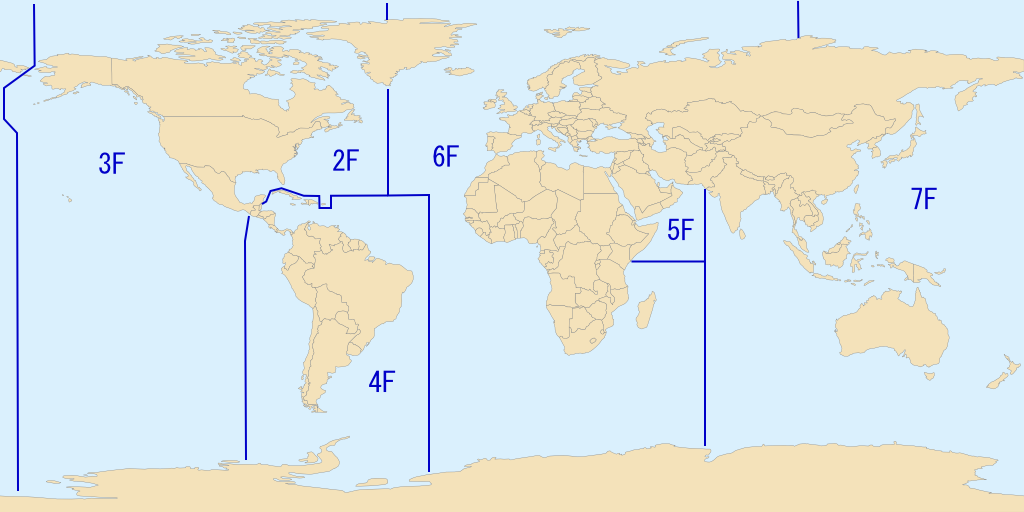
Zone de responsabilité des flottes américaines depuis 2009.

La Septième flotte des États-Unis (United States 7th Fleet) est chargée des forces navales de l'United States Navy opérant dans l'océan Pacifique Ouest et dans l'océan Indien. Elle dépend de la Flotte du Pacifique des États-Unis.

## Histoire
Elle est créée durant les campagnes du Pacifique le 15 mars 1943 à Brisbane, Australie. Pendant la guerre froide, elle était aussi responsable du golfe Persique, responsabilité qui incombe aujourd'hui à la Cinquième flotte américaine. De par sa zone de responsabilité, la flotte est intervenue dans de nombreux conflits :
- Seconde Guerre mondiale (bataille du golfe de Leyte, entre autres…) ;
- Première crise du détroit de Taïwan (mise en place de ce qui deviendra jusqu'en 1979 le United States Taiwan Defense Command);
- Guerre de Corée (débarquement à Fusan et frappes aéronavales, voir Ordre de bataille de la 7e flotte des États-Unis lors de la guerre de Corée) ;
- Guerre du Viêt Nam (frappes aéronavales) ;
- Guerre Iran-Irak (protection du trafic pétrolier) ;
- Guerre du Golfe.

Par sa situation, la 7e flotte, contrairement aux autres, commande certaines unités de façon permanente. Il s'agit des forces navales basées au Japon.
Le quartier-général de la flotte se trouve à la base navale de Yokosuka au Japon.
Le navire amiral de la 7e flotte est, en 2022, le USS Blue Ridge (LCC-19) depuis février 2005.

## Pseudonyme

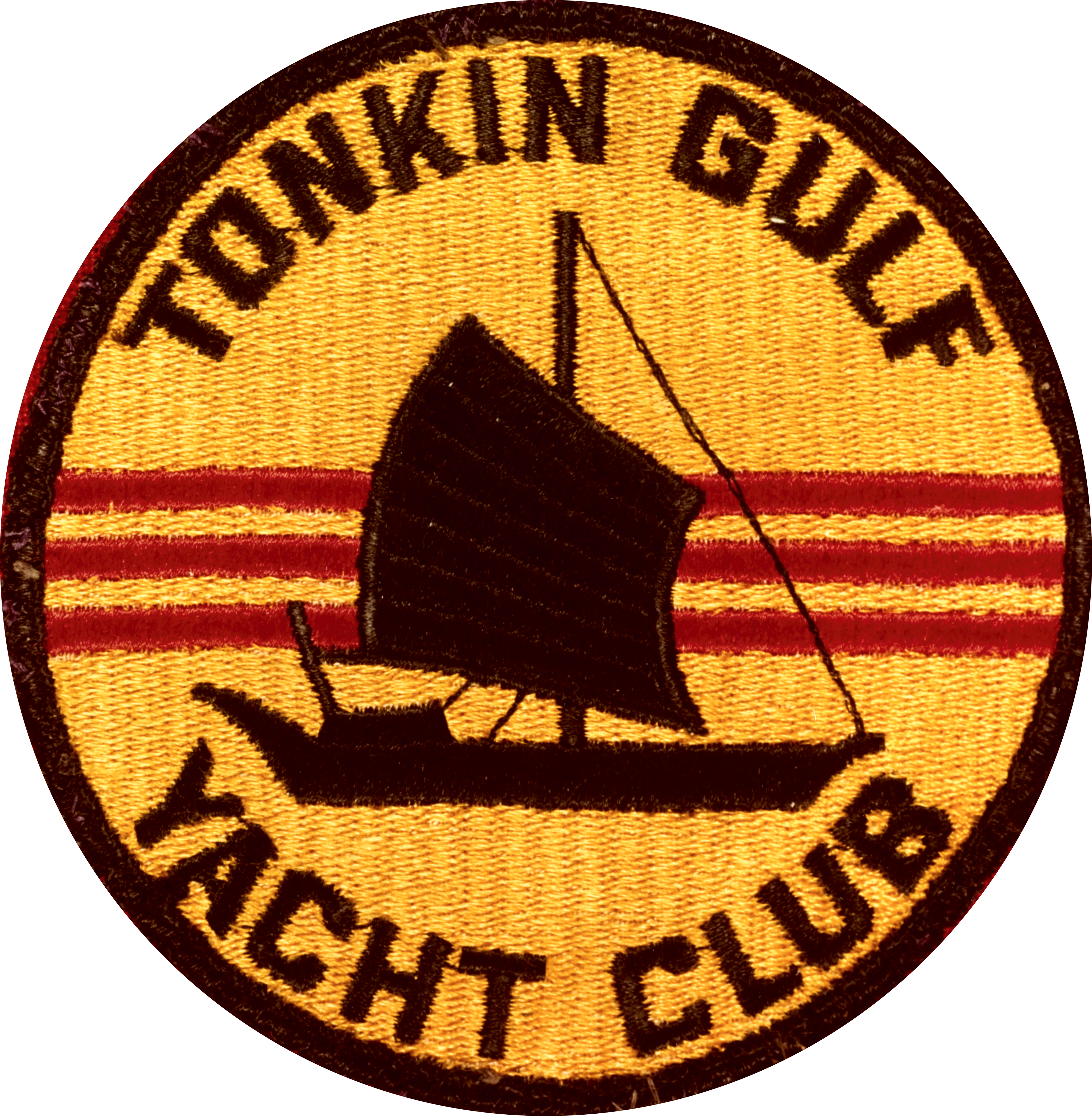
Écusson humoristique non officiel du Tonkin Gulf Yacht Club, années 1960s

Le Tonkin Gulf Yacht Club, Yacht Club du Golfe de Tonkin, était la désignation non officielle de la Septième flotte américaine pendant la guerre du Viêt Nam quand la plupart de ses opérations étaient conduites depuis le Golfe de Tonkin. Ce pseudonyme ironique de la Septième flotte est devenu très populaire parmi ses membres à l'époque.

## Commandants
| Nom                     | Début             | Fin               |
| ----------------------- | ----------------- | ----------------- |
| Arthur S. Carpender     | 15 mars 1943      | 26 novembre 1943  |
| Thomas C. Kinkaid       | 26 novembre 1943  | 20 novembre 1945  |
| Daniel E. Barbey        | 11 novembre 1945  | 2 octobre 1946    |
| Charles M. Cooke        | 2 octobre 1946    | 28 février 1948   |
| O.C. Badger             | 28 février 1948   | 28 août 1949      |
| Russell S. Berkey       | 28 août 1949      | 5 avril 1950      |
| W.F. Boone              | 5 avril 1950      | 20 mai 1950       |
| Arthur D. Struble       | 20 mai 1950       | 28 mars 1951      |
| Harold M. Martin        | 28 mars 1951      | 3 mars 1952       |
| R.P. Briscoe            | 3 mars 1952       | 20 mai 1952       |
| Joseph J. Clark         | 20 mai 1952       | 1er décembre 1953 |
| Alfred M. Pride         | 1er décembre 1953 | 9 décembre 1955   |
| Stuart H. Ingersoll     | 9 décembre 1955   | 28 janvier 1957   |
| Wallace M. Beakley      | 28 janvier 1957   | 30 septembre 1958 |
| Frederick N. Kivette    | 30 septembre 1958 | 7 mars 1960       |
| Charles D. Griffin      | 7 mars 1960       | 28 octobre 1961   |
| William A. Schoech      | 28 octobre 1961   | 13 octobre 1962   |
| Thomas H. Moorer        | 13 octobre 1962   | 15 juin 1964      |
| Roy L. Johnson          | 15 juin 1964      | 1er mars 1965     |
| Paul P. Blackburn, Jr.  | 1er mars 1965     | 9 octobre 1965    |
| Joseph W. Williams      | 9 octobre 1965    | 13 décembre 1965  |
| John J. Hyland          | 13 décembre 1965  | 6 novembre 1967   |
| William F. Bringle      | 6 novembre 1967   | 10 mars 1970      |
| Maurice F. Weisner      | 10 mars 1970      | 18 juin 1971      |
| William P. Mack         | 18 juin 1971      | 23 mai 1972       |
| James L. Holloway, III  | 23 mai 1972       | 28 juillet 1973   |
| George P. Steele        | 28 juillet 1973   | 14 juin 1975      |
| Thomas B. Hayward       | 14 juin 1975      | 24 juillet 1976   |
| Robert B. Baldwin       | 24 juillet 1976   | 31 mai 1978       |
| Sylvester R. Foley, Jr. | 31 mai 1978       | 14 février 1980   |
| Carlisle A. H. Trost    | 14 février 1980   | 16 septembre 1981 |
| M. Staser Holcomb       | 16 septembre 1981 | 9 mai 1983        |
| James R. Hogg           | 9 mai 1983        | 4 mars 1985       |
| Paul F. McCarthy, Jr.   | 4 mars 1985       | 9 décembre 1986   |
| Paul D. Miller          | 9 décembre 1986   | 21 octobre 1988   |
| Henry H. Mauz, Jr.      | 21 octobre 1988   | 1er décembre 1990 |
| Stanley R. Arthur       | 1er décembre 1990 | 3 juillet 1992    |
| Timothy W. Wright       | 3 juillet 1992    | 28 juillet 1994   |
| Archie Clemins          | 28 juillet 1994   | 13 septembre 1996 |
| Robert J. Natter        | 13 septembre 1996 | 12 août 1998      |
| Walter F. Doran         | 12 août 1998      | 12 juillet 2000   |
| James W. Metzger        | 12 juillet 2000   | 18 juillet 2002   |
| Robert F. Willard       | 18 juillet 2002   | 6 août 2004       |
| Jonathan W. Greenert    | 6 août 2004       | 12 septembre 2006 |
| Doug Crowder            | 12 septembre 2006 | 12 juillet 2008   |
| John M. Bird            | 12 juillet 2008   | 10 septembre 2010 |
| Scott R. Van Buskirk    | 10 septembre 2010 | 7 septembre 2011  |
| Scott H. Swift          | 7 septembre 2011  | 31 juillet 2013   |
| Robert L. Thomas, Jr.   | 31 juillet 2013   | 7 septembre 2015  |
| Joseph P. Aucoin        | 7 septembre 2015  | 23 août 2017      |
| Phillip G. Sawyer (en)  | 23 août 2017      | 12 septembre 2019 |
| William R. Merz (en)    | 12 septembre 2019 | 8 juillet 2021    |
| Karl O. Thomas (en)     | 8 juillet 2021    | 15 février 2024   |
| Fred Kacher (en)        | 15 février 2024   |                   |